# Nicolas Thyrel de Boismont
Nicolas Thyrel de Boismont (ca. 1715 - 20 de diciembre de 1786) fue un predicador y académico francés, nacido en Rouen (aunque algunos afirman que fue en Bosc-Bénard-Commin) y fallecido en París. Fue elegido miembro de la Academia Francesa en 1755 para el asiento número 40.

## Datos biográficos
Fue un predicador ilustre y de elocuencia en su época, aunque más elegante que profundo. Fue predicador ordinario de Luis XV. Pronunció en 1750 el panegírico de San Luis y el autor de un gran número de oraciones fúnebres entre las cuales la del Delfín, la de la reina María Leszczynska, la de Luis XV y la de María Teresa de España.
Frecuentó los partidos filosóficos y a los salones literarios de Julie de Lespinasse. No desdeñó tampoco participar en obras de teatro privadas. En 1755, fue elegido miembro de la Academia Francesa gracias según se dijo al « ardor escandaloso» de Anne-Josèphe Bonnier, la duquesa de Chaulnes, de quien fue amante. « Puede ser clasificado, según la propia Academia Francesa, entre los académicos de boudoir (de pequeño salón).»
Sus Obras oratorias completas fueron publicadas por el abad Migne en su Collection intégrale et universelle des orateurs sacrés du premier et du second ordre en 1854.
Fue vicario general de Amiens y abad comendador de la abadía de Grestain.

## Obra
- Discurso pronunciado en la Academia Francesa el sábado 25 de octubre de 1755, París, Brunet, 1755
- Lettres secrètes, sur l'état actuel de la religion et du clergé de France, à M. le marquis de..., ancien mestre de camp de cavalerie, retiré dans ses terres, 1781-1783
- Œuvres oratoires complètes, Éd. J,-P. Migne, Petit-Montrouge, imp. catholique, 1854
- Oraison funèbre de Louis XV, roi de France et de Navarre, surnommé le Bien-Aimé, prononcée dans la chapelle du Louvre le 30 juillet 1774, París, Demonville, 1774
- Oraison funèbre de... Marie Leczinska, reine de France et de Navarre, prononcée dans la chapelle du Louvre, le 22 novembre 1768, París, Regnard, 1768
- Oraison funèbre de... Marie-Thérèse, archiduchesse d'Autriche, impératrice douairière... prononcée dans la chapelle du Louvre le 1.er juin 1781... , París, Demonville, 1781
- Oraison funèbre de... Louis Dauphin, prononcée dans la chapelle du Louvre le 6 mars 1766, París, Regnard, 1766
- Panégyrique de saint Louis, prononcé dans la chapelle du Louvre... le 25 août 1750, París, B. Brunet, 1750
- Suite des Lettres secrètes sur l'état actuel de la religion et du clergé de France, à M. le marquis de ***, ancien mestre de camp de cavalerie, retiré dans ses terres